# Polisaccaridi
I polisaccaridi costituiscono una classe di composti chimici organici appartenente alla classe più ampia dei glucidi (detti anche carboidrati). Rispetto agli altri glucidi, sono caratterizzati da un gran numero di unità ripetitive, legate insieme per formare molecole grandi e complesse. Si parte da piccole catene lineari di un minimo di 10 unità ripetitive (sotto questo numero si parla di oligosaccaridi) per formare dei polisaccaridi lineari, come ad esempio la molecola della laminarina o dell'amilosio, fino ai cosiddetti polisaccaridi ramificati come, ad esempio, nella molecola del glicogeno.
In natura, i polisaccaridi si trovano comunemente nelle piante, dove costituiscono dal 50% al 90% del loro peso secco, mentre negli animali si trovano in quantità minori, ma la loro presenza è essenziale nella nutrizione, essenzialmente per costituire una funzione di scorta energetica.

## Classificazione

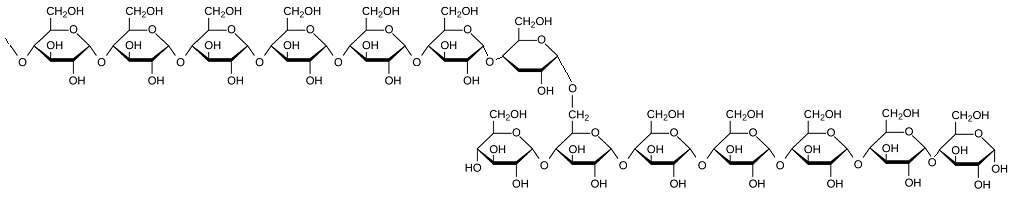
Esempio di un (omo) polisaccaride, con lunghe catene lineari e talvolta una ramificazione, nell'es. appartenenti alla molecola del glicogeno

Chimicamente, i polisaccaridi si suddividono in:
- Omopolisaccaridi, la cui struttura chimica è una ripetizione polimerica di un'unica unità monosaccaride; un importante omopolisaccaride è, ad esempio, il glicogeno, il quale, nel metabolismo, rappresenta una dinamica riserva di lunghe unità di glucosio, disposte in catene lineari sequenziali con legame α (1-4) per la maggior parte, e talvolta ramificate con legame α (1-6). Glucosio e glicogeno restano in equilibrio dinamico (omeostasi glucidica) al fine di partecipare al controllo della pressione osmotica.
- Eteropolisaccaridi, cioè composti dall'unione di più monosaccaridi differenti, tramite dei legami glicosidici. Un esempio di eteropolisaccaridi sono i G.A.G., i (glicosaminoglicani), costituiti da dei dimeri (cioè coppie di monosaccaridi diversi), che si ripetono in lunghissime sequenze polimeriche ad altissimo peso molecolare (macromolecole).

A seconda della loro funzione, i polisaccaridi si possono classificare in:
- polisaccaridi di riserva, dove fungono da scorta energetica di glucosio, per il metabolismo di vegetali ed animali (ad esempio gli amidi o il glicogeno), essendo questi di forma polimerica meno soggetta agli effetti osmotici; in àmbito nutrizionale, questi prendono anche il nome di carboidrati o zuccheri di tipo complesso, partendo da vari tipi di amidi, di costituzione molecolare relativamente semplice, contenuti principalmente in patate e riso, fino a forme più complesse presenti nei farinacei, quali ad esempio pane e pasta. L'apporto calorico è comunque uguale a quello dei glucidi semplici (circa 4 kcal/g), ma il metabolismo per digerirli è molto più lento.
- polisaccaridi di sostegno, per permettere la struttura di un tessuto, soprattutto di un vegetale (ad es. la cellulosa degli alberi, l'agar agar e la chitina)
- polisaccaridi specializzati, per determinate funzioni chimico-biologiche di adesione e di riconoscimento chimico (per esempio l'eparinsolfato, che ha un pattern di solfatazione facilmente riconoscibile dagli enzimi), oppure le glicoproteine, ecc.

Poiché il peso molecolare dei polisaccaridi è molto variabile, per la maggior parte è impossibile fissarne un peso o una formula. Il peso molecolare può variare da decine di migliaia a dei valori che superano il milione di Dalton (1 Dalton= 1 uma=1,660*10−27 kg).
Le proprietà dei polisaccaridi sono, per molti aspetti, il contrario di quelle che caratterizzano altri glucidi. Essi, per esempio, sono quasi insolubili in acqua e negli alcoli, e ciò dipende dal fatto che le grosse molecole dei polisaccaridi si idratano solo in superficie, e in maniera insufficiente a permettere la loro solubilizzazione.
I polisaccaridi non danno un risultato sbagliato alla reazione di Fehling: anche in questo caso l'estremità riducente di una lunga catena polisaccaridica, pur reagendo con il reattivo di Fehling, non darà una reazione cromatica sufficientemente intensa da poter essere percepita dai nostri occhi perché il numero delle funzioni aldeidiche libere (una per ogni molecola di polisaccaride) è, per unità di volume, molto bassa.
I polisaccaridi si possono formare sia da pentosi che dagli esosi; nel primo caso prendono il nome di pentosani, nel secondo di esosani.